# Daylight (canción de Kelly Rowland)
«Daylight» es una canción original de Bobby Womack. En 2007 Kelly Rowland featuring Gym Class Heroes realizó una  versión que fue incluida en el segundo álbum de estudio de Rowland Ms. Kelly. 

## Vídeo musical
El video de "Daylight" fue filmada en noviembre de 2007 y fue dirigido por Jeremy Rall y producido por Gina Leonard, y grabado en la ciudad de Nueva York, a sólo diez cuadras del Empire State Building. El video completo, finalmente se estrenó el Vivement Dimanche en Francia el 6 de enero de 2008, incluyendo clips de la película Astérix en los Juegos Olímpicos.. En Estados Unidos, el video se estrenó en MySpace el 17 de enero, excluyendo los clips de Astérix en los Juegos Olímpicos. el mismo día, también se estrenó en 106 & Park de BET como el "Nuevo Joint" del día. En el Reino Unido, el video se estrenó a través del canal de música Bubble Hits el 19 de marzo.

## Listas
"Daylight" debutó en el número 36 en la lista de singles del Reino Unido, basada únicamente en descargas digitales. Tras su lanzamiento físico el 5 de mayo de 2008, la canción subió 22 lugares hasta el número 14, siendo la mayor escalada dentro del top 40 de la lista UK Singles Chart esa semana. La canción se convirtió en el octavo éxito consecutivo de Rowland entre los 20 primeros en este país.

## Lista de canciones
Sencillo digital
1. "Daylight" (Album Version) - 3:34

 EP remix digital
1. "Daylight" (Hex Hector remix) - 3:11
2. "Daylight" (Maurice Joshua Nu Soul remix) - 3:33
3. "Daylight" (Karmatronic remix) - 3:28
4. "Daylight" (Loze Daze remix) - 10:37
5. "Daylight" (Dan McKie Nightlight dub mix) - 7:59

 CD sencillo
1. "Daylight" (Album Version) - 3:33
2. "Daylight" (Joey Negro Radio Edit - with Rap) - 3:29

 Promo CD
1. "Daylight" (Album Version) - 3:33
2. "Daylight" (No Rap Version) - 3:30

 CD Remix Promo
1. "Daylight" (Joey Negro Club Mix)
2. "Daylight" (Joey Negro Radio Edit - with Rap) - 3:29
3. "Daylight" (Joey Negro Radio Edit)
4. "Daylight" (Joey Negro Rodox Dub)
5. "Daylight" (Joey Negro Urban Mix)
6. "Daylight" (Karmatronic Club Mix) - 6:59
7. "Daylight" (Original Version) - 3:33

## Posicionamiento en listas
| Listas (2008)                         | Posiciones |
| ------------------------------------- | ---------- |
| Australia (ARIA)                      | 43         |
| Estados Unidos (Hot Dance Club Songs) | 4          |
| Global Dance Songs                    | 29         |
| Países Bajos (Dutch Top 40 Tipparade) | 15         |
| Reino Unido (UK Singles Chart)        | 14         |
| Reino Unido (UK R&B Chart)            | 5          |
| Rumania (Romanian Top 100)            | 91         |